# Fahrzeugbau Ing. Hans Meister

Schriftzug am Heck eines Meister K6

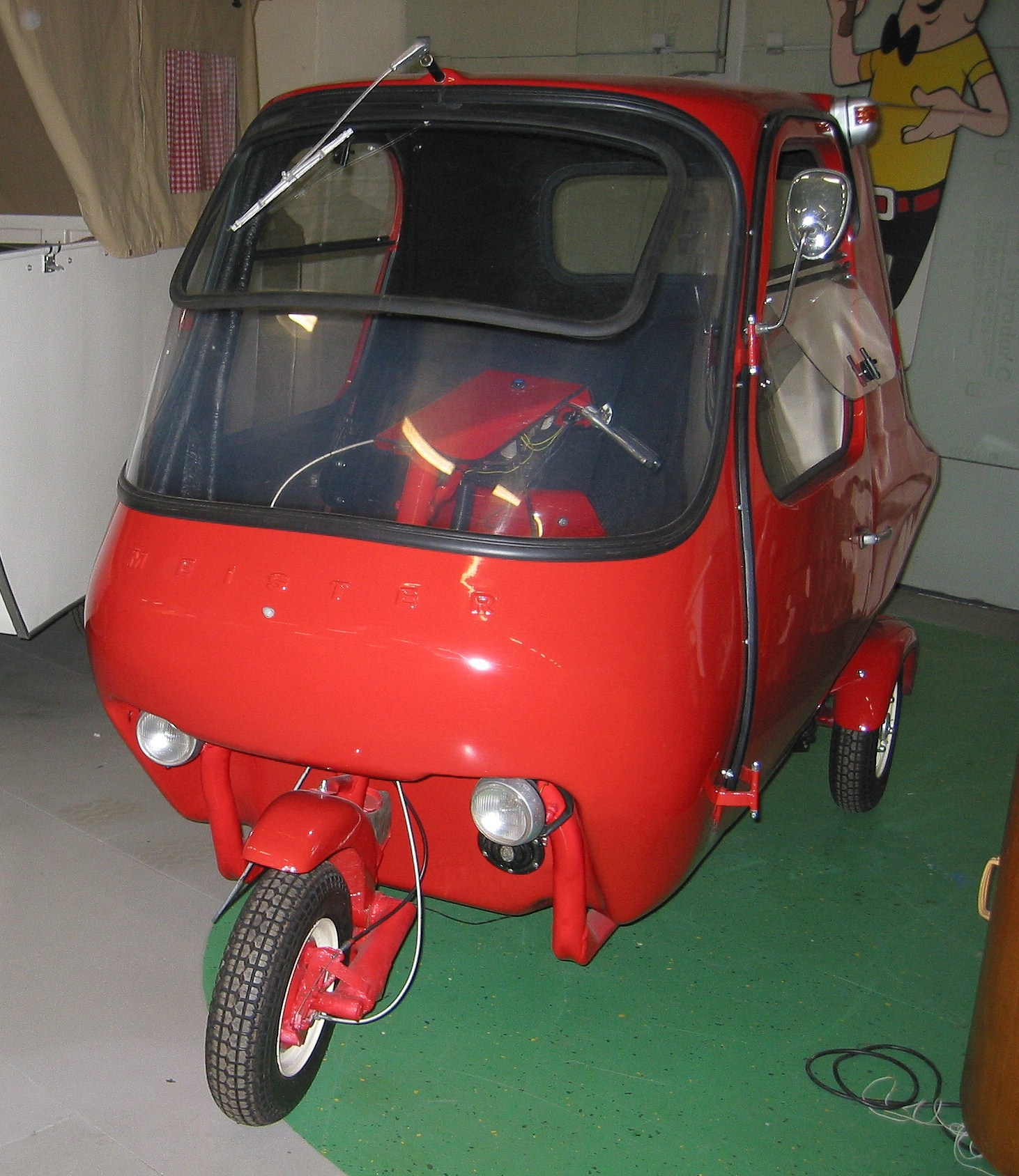
Meister K 5 Kabine

Fahrzeugbau Ing. Hans Meister war ein Hersteller von Automobilen aus Österreich.

## Unternehmensgeschichte
Hans Jörg Meister gründete 1962 das Unternehmen. Standort war an der Elisabethinergasse 8 in Graz Er begann mit der Fertigung von Invalidenfahrzeugen. 1969 kamen größere, automobilähnliche Fahrzeuge dazu. Der Markenname lautete Meister. Die Produktion und der Firmensitz wurde nach Thal bei Graz verlegt. 1979 endete die Produktion. Insgesamt entstanden etwa 1500 Fahrzeuge.

## Fahrzeuge

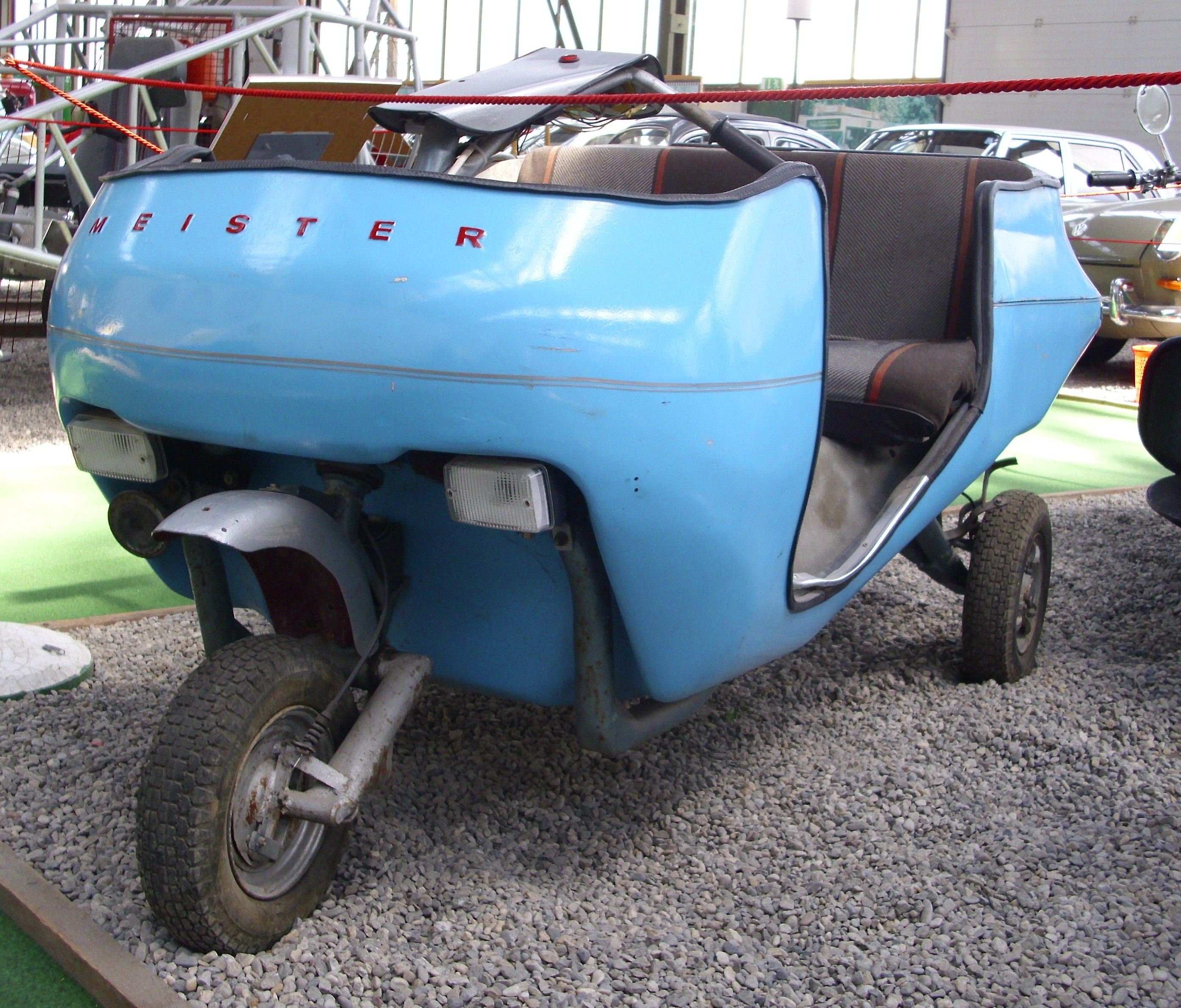
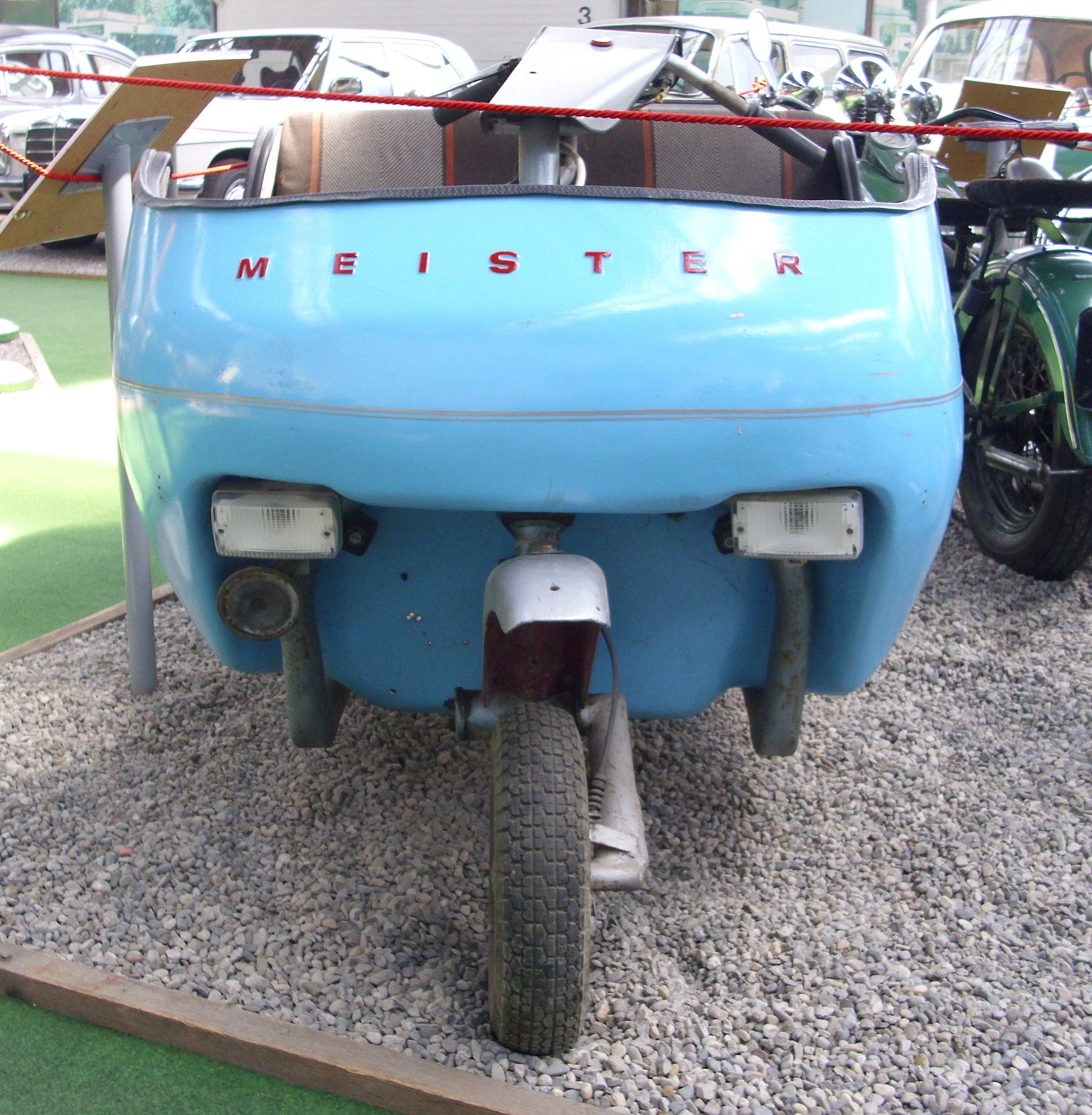
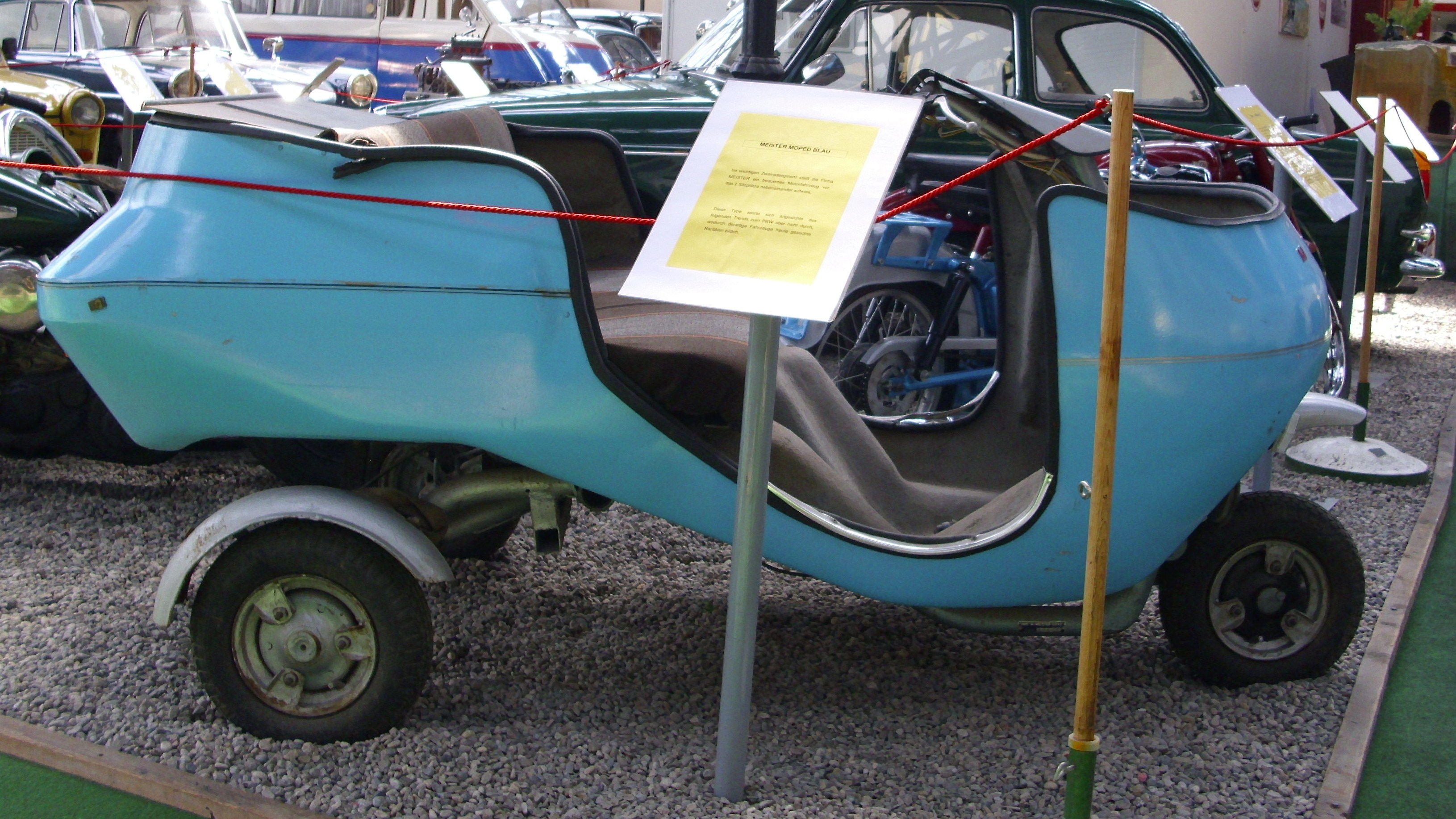

Das Unternehmen stellte Leichtfahrzeuge her. Für den Antrieb der üblicherweise dreirädrigen Fahrzeuge sorgte ein Einzylindermotor der Puch-Werke mit 49 cm³ Hubraum und 3,5 PS Leistung. Die G 5 N Mopedkabine bestand aus einem Rohrrahmen und einer Karosserie aus Kunststoff. Der Antrieb erfolgte auf eines der beiden Hinterräder. Die Höchstgeschwindigkeit war mit 40 km/h angegeben. Den K 5 gab es sowohl offen als auch mit einer geschlossenen Kabine. Es wurden auch Transportfahrzeuge gebaut (Typenbezeichnung T5)